# Rea

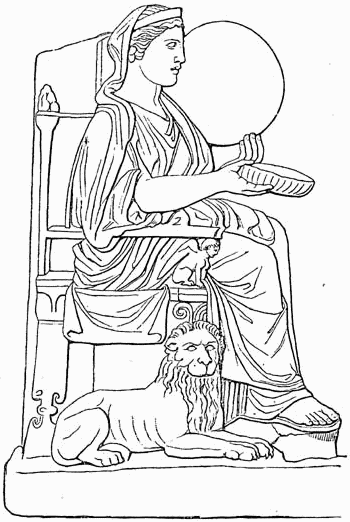
Rea.

En la mitología griega, Rea (en griego antiguo: Ῥέα o Ῥείη; Rhéa o Rheíē)  era una titánide hermana y esposa de Crono. Es especialmente celebrada por ser la madre de la primera generación de los dioses olímpicos, las deidades más importantes en la antigua Grecia. Ya desde las fuentes arcaicas se la denomina como la «madre de los dioses» (Μητήρ Θεόν, Mētḗr Thēón) y este es su papel principal en los mitos.
Rea era una diosa asociada a la maternidad, la fecundidad, las montañas, la tierra y la naturaleza salvaje. Se trata de un arquetipo de diosa madre y potnia theron. En la Antología Palatina se la menciona como nodriza de fieras y leones. La naturaleza de las plantas y otros seres vegetales caían bajo la dependencia de la propia Rea.
Cultualmente Rea era una deidad asociada con Creta y el nacimiento de Zeus. Con el paso del tiempo fue asimilándose con otras diosas madre de procedencia anatolia, como Cibeles y la Magna Mater (Gran Madre), y en la mitología romana fue identificada con Ops. Rea solo aparece en el arte griego a partir del siglo IV a. C., cuando su iconografía se inspira en la de Cibeles, por lo que ambas son a menudo indistinguibles. Los símbolos de Rea entonces incluyen los leones, la corona mural, los címbalos y el cetro.

## Etimología
Los estudiosos no se ponen de acuerdo en cuanto a su etimología. La etimología popular dice que su nombre significa ‘flujo’ (menstrual o del líquido amniótico) o ‘facilidad’ (en el parto). Sin embargo algunos creen que Rea (Ῥέα) es una metátesis de éra (ἔρα, esto es, 'suelo' o 'tierra'). Otras tradiciones dicen que su nombre proviene de ῥέω (rhéo, 'fluir, descargar'). O bien tanto Rea como Crono recibieron nombres de dos corrientes: Rea de ῥοή (rhoē), «río, corriente, flujo» y Crono de χρόνος (chrónos) «tiempo», que fluye como un río. Cornuto dice que personifica el «fluir» (rhyseôs), como el devenir de la lluvia sobre la tierra. Es probable que el nombre de Rea tenga un origen prehelénico o micénico.

## Ascendencia y descendencia
En cuanto a su ascendencia, Rea tiene hasta cuatro variantes. Ya desde Hesíodo se la considera una de los doce titanes, y como tal es hija de Urano y Gea. Platón, disertando acerca de las versiones homéricas y hesiódicas, dice que Rea, Crono y Forcis fueron los hijos más antiguos de la prole de Océano y Tetis. En las versiones tardías se la consideraba hija de Urano y Hestia o incluso de Éter y Tierra (aquí como Ops).
Sobre su descendencia, fama es que Rea, entregada a Crono, tuvo famosos hijos: Hestia, Deméter, Hera de áureas sandalias, Hades que reside bajo la tierra, Poseidón que conmueve la tierra y Zeus, padre de dioses y hombres. Otros dicen que hijo de Crono y Rea fue Enialio o bien lo fueron Taumante y Biante. También se dice que, violada por su propio hijo Zeus, Rea dio a luz a Perséfone.  Una fuente tardía dice que Rea fue madre de los coribantes.

## Madre de los Cronidas
Las principales actuaciones de Rea en la mitología se narran en la Teogonía. En ella se ensalza su papel como la madre de los Cronidas. Los Titanes, después de destronar a Urano, hicieron volver del Tártaro a sus hermanos —los Cíclopes y Hecatónquiros— y entregaron el mando a Crono. Este, sin embargo, los ató y encerró de nuevo en el Tártaro. Crono fue desde entonces «rey de los primeros dioses» y se desposó con su hermana Rea.
La Teogonía nos dice que Rea, subyugada a Crono, alumbró primero a Hestia, Deméter, Hera, Hades y Poseidón. A estos hijos se los tragó Crono según iban saliendo del vientre de Rea, para que así ninguno de los otros descendientes de Urano tuviera dignidad entre los inmortales. Crono se había enterado por Gea y Urano que era su destino sucumbir a manos de su propio hijo. Rea, privada de sus hijos, sufría terriblemente. Fue entonces cuando, estando a punto de dar a luz a su último hijo, Zeus, suplicó a sus padres que le ayudaran a urdir un plan para ocultar su alumbramiento. Así se vengaría de la violencia de Crono contra Urano y contra sus propios hijos. Gea y Urano escucharon atentamente a su hija y la pusieron al corriente de cuanto estaba decretado que ocurriera respecto a Crono y a Zeus. Entonces la enviaron a Licto, a un rico pueblo de Creta, cuando ya estaba a punto de dar a luz, y allí Gea lo cuidó y crio. Después de viajar durante la noche Rea llegó con el niño en brazos y lo ocultó en una profunda gruta del monte Egeo. Fue allí donde ideó un plan. Envolvió en pañales una enorme piedra y se la puso en las manos de Crono. Este, pensando que se trataba de su último hijo, agarró la piedra y se la tragó. Así, con esta treta, Rea engañó a Crono y permitió que su Zeus creciera seguro.
La Biblioteca mitológica añade un puñado de datos interesantes a la narración hesiódica. Así se dice que Rea, una vez en Creta, dio a luz a Zeus en una cueva de Dicte y se lo entregó a los Curetes y a las ninfas Adrastea e Ida, hijas de Meliseo, para que lo criasen. Estas alimentaban al niño con la leche de Amaltea; los Curetes, armados, custodiaban al niño en la cueva y golpeaban los escudos con las lanzas para que Crono no oyera su voz. Cuando Zeus creció, Rea y Metis le dieron a Crono un emético para que él vomite a los hijos que ha comido.

### Otras versiones
Otros dicen que Poseidón no fue engullido por Crono. Los primeros en habitar la isla conocida con el nombre de Rodas fueron los llamados Telquines; estos, juntamente con Cafira, la hija de Océano, criaron a Poseidón, dado que Rea les había confiado al recién nacido. O bien cuenta una leyenda arcadia que, cuando Rea dio a luz a Poseidón, lo dejó en un rebaño, para que viviera allí con los corderos. Ella le dijo a Crono que había dado a luz un caballo, y le dio un potro para que se lo comiera en lugar del niño.
En una versión tardía se dice que Crono solo castigó a sus hijos varones porque la profecía de su derrocamiento no incluía a las hijas, solo a los hijos. De esta manera arrojó a Hades al Tártaro y a Poseidón a las profundidades del mar. En esta versión no es Rea, sino la propia Hera, quien salva a Zeus llevándoselo a Creta.  Otra versión más cuenta que cuando Rea llevó la piedra a Cronos, haciéndola pasar por un niño, le pidió que le ofreciera leche. Cuando ella apretó su pecho la leche que se derramó formó la Vía Láctea.

## Sincretismo con Cibeles
Con el paso del tiempo, y especialmente a partir de época romana, Rea fue asociada con las deidades anatólicas Cibeles y la Gran Madre (Magna Mater). Estaba tan profundamente asociada a Cibeles que en obras de arte solía ser representada en un carro tirado por dos leones y en los textos mitográficos muchas veces sus nombres son intercambiables.  
Según Homero Rea es la madre de los dioses, si bien no una madre universal como la Gran Madre frigia. Su lugar original de culto estaba en Creta. Allí, cuenta la leyenda, salvó al recién nacido Zeus, su sexto hijo, de ser devorado por Crono, al darle en su lugar una piedra, y lo confió al cuidado de sus guardas, los Coribantes. Estos guardias se convertirían más tarde en escoltas de Zeus y sacerdotes de Rea, celebrando ceremonias en su honor. En tiempos históricos la semejanza de la Rea cretensa, la Gran Madre anatólica y la Cibeles frigia, era tan evidente que los griegos resolvieron el asunto considerando a esta última como su única Rea, que había abandonado su hogar original en Creta y huido a las tierras inexploradas de Asia Menor para escapar de la persecución de Crono. También hubo una versión opuesta. Se ha sugerido que los contactos culturales con el continente trajeran a Creta el culto de la Gran Madre asiática, quien se convertiría en la Rea cretense o identificada con una diosa local existente y sus ritos. Estrabón dice que los berecintes, que son una tribu frigia, los frigios en general y la parte de los troyanos que habitan en la zona del monte Ida veneran también ellos a Rea y celebran cultos orgiásticos en su honor. La llaman Madre de los Dioses, Frigia, Gran Diosa, Idea y Cibeles.

## Variantes sobre la crianza de Zeus
Otra versión, en cambio, situaba en Arcadia el lugar donde Rea dio a luz a sus hijos. En concreto, en el monte Liceo. Calímaco dice que Rea dio a luz en Parrasia y confió al niño a Neda que fue su primera nodriza. En Creta las compañeras de los coribantes, esto es, las ninfas melias, lo cuidaron: Adrastea lo mecía en una cuna, la cabra Amaltea le daba leche de sus ubres y la abeja Panácride le daba miel.
Otros afirman que los Coribantes serían unos servidores armados procedentes de Bactriana o, según otra teoría, de Cólquida, que los Titanes habrían ofrecido a Rea. En las Historias Cretenses los Curetes aparecen como educadores y protectores de Zeus, que Rea habría hecho ir a Creta desde Frigia. Pero otras tradiciones dicen que los nueve Telquines de Rodas que acompañaron a Rea hasta Creta para hacerse cargo de la educación de Zeus adolescente recibieron el nombre de Curetes.
En Metidrio hay un templo de Poseidón Hipio que está junto al Milaonte. La montaña llamada Taumasio está más arriba del río Maletas, y los de Metidrio pretenden que cuando Rea tenía a Zeus en su vientre llegó a este monte y se procuró ayuda, en el caso de que fuera contra ella Crono, de Hoplodamo y todos los gigantes que estaban con él. Admiten que dio a luz en alguna parte del Liceo, y dicen que allí tuvo lugar el engaño a Crono y el cambio que se cuenta en la leyenda griega del niño por una piedra. Junto a la cima del monte hay una cueva de Rea, en la que no puede entrar ningún ser humano, con excepción de las mujeres consagradas a la diosa.
El río llamado Límax corre junto a la misma Figalía y desemboca en el Neda. Dicen que el río tomó su nombre de las purificaciones de Rea, pues cuando, después de haber dado a luz a Zeus, las ninfas la purificaron tras el parto, echaron a este río los objetos impuros.
Dicen que el altar en Tegea de la diosa lo hizo Melampo, hijo de Amitaón. Sobre el altar están representadas Rea y la ninfa Énoe que sostienen a Zeus todavía niño, y a uno y otro lado hay cuatro figuras: a un lado, Glauce, Neda, Tisoa y Antracia, y al otro, Ide, Hagno, Alcínoe y Frixa. También hay imágenes de las Musas y de Mnemósine.
Otros dicen que Zeus fue criado por una cabra dándole de mamar. A instancias de Rea, un perro de oro custodiaba a la cabra. Después de que Zeus, tras expulsar a los Titanes, hubo arrebatado a Crono el poder, metamorfoseó a la cabra y la hizo inmortal. Y su imagen se encuentra todavía hoy entre los astros, como Capricornio. Eratóstenes dice que en el cielo se hallan las figuras de la Cabra y los Cabritos. Es que Museo cuenta que Zeus, al nacer, fue confiado por Rea a Temis, y que Temis le entregó la criatura a Amaltea y que ésta, que tenía una cabra, la puso a su cargo, y que la cabra crio a Zeus.

## Reina del Olimpo
En otra versión alternativa Rea y Crono derrocaron a los anteriores soberanos del Olimpo. «Al principio Ofión y la oceánide Eurínome tenían el dominio del nevado Olimpo; y cómo, ante la fuerza de sus brazos, cedieron su dignidad el uno a Crono, la otra a Rea, y se precipitaron en las olas del Océano. Y aquéllos reinaron entonces sobre los titanes, dioses bienaventurados». Tzetzes concreta además que Rea, hábil en el combate, arrojó a la propia Eurínome al Tártaro.

## Versión órfica
Los órficos tienen una versión diferente y dicen que Zeus quería yacer con su propia madre. Cuando Rea, previendo la perturbación que iba a causar la lujuria de su hijo, le prohibió que se casara, pero Zeus le amenazó airadamente con violarla. Aunque ella se convirtió inmediatamente en una serpiente amenazadora, eso no atemorizó a Zeus, quien se convirtió en una serpiente macho, se enroscó alrededor de Rea formando un lazo indisoluble y cumplió su amenaza. De esta unión nacería Perséfone. También se dice que de la unión entre Rea y Crono nacieron Taumante y un tal Biante.  Todo lo que quedó de Rea, tras dar a luz a Zeus, se convirtió en la propia Deméter. O que Nix vivía en una cueva y delante de esa cueva se sentaba la ineludible madre Rea, tocando un tambor de latón para captar la atención de los hombres sobre los oráculos de la diosa. Rea salvó a Dioniso, hijo de Zeus y Perséfone, reconstruyéndolo y devolviéndolo a la vida.

## Otros episodios mitológicos
Graves asocia, en el mito pelasgo de la creación, a Crono y Rea como los titanes que gobernaban Saturno, la potencia planetaria de la paz.  En una versión evemerista a Rea la llaman Pandora y dicen que su hermana era Basilea (Tea), añaden que el nombre de «titán» proviene de su madre, Titea (Gea).  Se dice que Crono se había metamorfoseado en caballo cuando yació con Fílira, y así poder escapar de los celos de su esposa Rea. De esta unión nacería, como es fama, Quirón.  Se cuenta que Celmis, que había sido el mejor amigo del infante Zeus, fue metamorfoseado en adamanto (acero)  por haber ofendido a Rea.  Después del litigio que mantuvieron Zeus y Deméter por el destino de Perséfone, el propio Zeus, como última opción, no tuvo más remedio que enviar a Rea, madre tanto de Deméter como de Zeus, para que convenciera a Deméter de aplacar su cólera y de volver al Olimpo a cambio del regreso de Perséfone a la superficie.  Rea purificó a su nieto Dioniso de los muchos asesinatos que había cometido durante su locura y le inició en sus misterios. También lo ayudó cuando Dioniso fue capturado por Licurgo; Rea ayudó a los prisioneros a huir y enloqueció a Licurgo. Enone, una hija del río Cebrén, fue la primera esposa de Paris, y había aprendido el arte adivinatoria de Rea.  Se dice que el río Sangario recibió su nombre de un tal Sangas, que osó burlarse de Rea y esta lo metamorfoseó en la corriente de agua que desde entonces llevó su nombre. Fílide acompañó a Demofonte hasta los llamados Nueve Caminos y le dio un cofre diciéndole que contenía un objeto sagrado de la madre Rea, y que no lo abriera hasta que hubiera perdido la esperanza de regresar junto a ella.

## Familia
| Árbol Genealógico\| \| \| \| \| \| \| \| \| \| \| \| \| \| \| \| \| Urano \| Urano \| Urano \| Urano \| Urano \| Urano \| \| \| Gea \| Gea \| Gea \| Gea \| Gea \| Gea \| \| \| \| \| \| \| \| \| \| \| \| \| \| \| \| \| \| \| \| \| \| \| \| \| \| \| \| \| \| \| \| \| \| \| \| \| \| \| \| \| \| \| \| \| \| \| \| \| \| \| \| \| \| \| \| \| \| \| \| \| \| \| \| \| \| \| \| \| \| \| \| \| \| \| \| \| \| \| \| \| \| \| \| \| \| Urano \| Urano \| Urano \| Urano \| Urano \| Urano \| \| \| Gea \| Gea \| Gea \| Gea \| Gea \| Gea \| \| \| \| \| \| \| \| \| \| \| \| \| \| \| \| \| \| \| \| \| \| \| \| \| \| \| \| \| \| \| \| \| \| \| \| \| \| \| \| \| \| \| \| \| \| \| \| \| \| \| \| \| \| \| \| \| \| \| \| \| \| \| \| \| \| \| \| \| \| \| \| \| \| \| \| \| \| \| \| \| \| \| \| \| \| \| \| \| \| \| \| \| \| \| \| \| \| \| \| \| \| \| \| \| \| \| \| \| \| \| \| \| \| \| \| \| \| \| \| \| \| \| \| \| \| \| \| \| \| \| \| \| \| \| \| \| \| \| \| \| \| \| \| \| \| \| \| \| \| \| \| \| \| \| \| \| \| \| \| \| \| \| \| \| \| \| \| \| \| \| \| \| \| \| \| \| \| \| \| \| \| \| \| \| \| \| \| \| \| \| \| \| \| \| \| \| \| \| \| \| \| \| \| \| \| \| \| \| \| \| \| \| \| \| \| \| \| \| \| \| \| \| \| \| \| \| \| \| \| \| \| \| \| \| \| \| \| \| \| \| \| \| \| \| \| \| \| \| \| \| \| \| \| \| \| \| \| \| \| \| \| \| \| \| \| \| \| \| \| \| \| Crío \| Crío \| Crío \| Crío \| Crío \| Crío \| \| \| Rea \| Rea \| Rea \| Rea \| Rea \| Rea \| \| \| Crono \| Crono \| Crono \| Crono \| Crono \| Crono \| \| \| Océano \| Océano \| Océano \| Océano \| Océano \| Océano \| \| \| Ceo \| Ceo \| Ceo \| Ceo \| Ceo \| Ceo \| \| \| Hiperión \| Hiperión \| Hiperión \| Hiperión \| Hiperión \| Hiperión \| \| \| Jápeto \| Jápeto \| Jápeto \| Jápeto \| Jápeto \| Jápeto \| \| \| Febe \| Febe \| Febe \| Febe \| Febe \| Febe \| \| \| Mnemósine \| Mnemósine \| Mnemósine \| Mnemósine \| Mnemósine \| Mnemósine \| \| \| Temis \| Temis \| Temis \| Temis \| Temis \| Temis \| \| \| Tetis \| Tetis \| Tetis \| Tetis \| Tetis \| Tetis \| \| \| Tea \| Tea \| Tea \| Tea \| Tea \| Tea \| \| \| \| \| \| Crío \| Crío \| Crío \| Crío \| Crío \| Crío \| \| \| Rea \| Rea \| Rea \| Rea \| Rea \| Rea \| \| \| Crono \| Crono \| Crono \| Crono \| Crono \| Crono \| \| \| Océano \| Océano \| Océano \| Océano \| Océano \| Océano \| \| \| Ceo \| Ceo \| Ceo \| Ceo \| Ceo \| Ceo \| \| \| Hiperión \| Hiperión \| Hiperión \| Hiperión \| Hiperión \| Hiperión \| \| \| Jápeto \| Jápeto \| Jápeto \| Jápeto \| Jápeto \| Jápeto \| \| \| Febe \| Febe \| Febe \| Febe \| Febe \| Febe \| \| \| Mnemósine \| Mnemósine \| Mnemósine \| Mnemósine \| Mnemósine \| Mnemósine \| \| \| Temis \| Temis \| Temis \| Temis \| Temis \| Temis \| \| \| Tetis \| Tetis \| Tetis \| Tetis \| Tetis \| Tetis \| \| \| Tea \| Tea \| Tea \| Tea \| Tea \| Tea \| \| \| \| \| \| \| \| \| \| \| \| \| \| \| \| \| \| \| \| \| \| \| \| \| \| \| \| \| \| \| \| \| \| \| \| \| \| \| \| \| \| \| \| \| \| \| \| \| \| \| \| \| \| \| \| \| \| \| \| \| \| \| \| \| \| \| \| \| \| \| \| \| \| \| \| \| \| \| \| \| \| \| \| \| \| \| \| \| \| \| \| \| \| \| \| \| \| \| \| \| \| \| \| \| \| \| \| \| \| \| \| \| \| \| \| \| \| \| \| \| \| \| \| \| \| \| \| \| \| \| \| \| \| \| \| \| \| \| \| \| \| \| \| \| \| \| \| \| \| \| \| \| \| \| \| \| \| \| \| \| \| \| \| \| \| \| \| \| \| \| \| \| \| \| \| \| \| \| \| \| \| \| \| \| \| \| \| \| \| \| \| \| \| \| \| \| \| \| \| Hera \| Hera \| Hera \| Hera \| Hera \| Hera \| \| \| Poseidón \| Poseidón \| Poseidón \| Poseidón \| Poseidón \| Poseidón \| \| \| Zeus \| Zeus \| Zeus \| Zeus \| Zeus \| Zeus \| \| \| Hades \| Hades \| Hades \| Hades \| Hades \| Hades \| \| \| Hestia \| Hestia \| Hestia \| Hestia \| Hestia \| Hestia \| \| \| Deméter \| Deméter \| Deméter \| Deméter \| Deméter \| Deméter \| \| \| \| \| \| \| \| \| \| \| \| \| \| \| \| \| \| \| \| \| \| \| \| \| \| \| \| \| \| \| \| \| \| \| \| \| \| \| \| \| \| \| \| \| \| \| \| \| \| \| \| \| |      |      |      |      |      |      |      |          |          |          |          |          |          |     |     |       |       |       |       |       |       |       |       |       |       |       |       |        |        |        |        |        |        |        |        |        |        |     |     |         |         |         |         |          |          |          |          |          |          |  |  |        |        |        |        |        |        |  |  |      |      |      |      |      |      |  |  |           |           |           |           |           |           |  |  |       |       |       |       |       |       |  |  |       |       |       |       |       |       |  |  |     |     |     |     |     |     |
| |      |      |      |      |      |      |      |          |          |          |          |          |          |     |     | Urano | Urano | Urano | Urano | Urano | Urano |       |       | Gea   | Gea   | Gea   | Gea   | Gea    | Gea    |        |        |        |        |        |        |        |        |     |     |         |         |         |         |          |          |          |          |          |          |  |  |        |        |        |        |        |        |  |  |      |      |      |      |      |      |  |  |           |           |           |           |           |           |  |  |       |       |       |       |       |       |  |  |       |       |       |       |       |       |  |  |     |     |     |     |     |     |
| |      |      |      |      |      |      |      |          |          |          |          |          |          |     |     | Urano | Urano | Urano | Urano | Urano | Urano |       |       | Gea   | Gea   | Gea   | Gea   | Gea    | Gea    |        |        |        |        |        |        |        |        |     |     |         |         |         |         |          |          |          |          |          |          |  |  |        |        |        |        |        |        |  |  |      |      |      |      |      |      |  |  |           |           |           |           |           |           |  |  |       |       |       |       |       |       |  |  |       |       |       |       |       |       |  |  |     |     |     |     |     |     |
| |      |      |      |      |      |      |      |          |          |          |          |          |          |     |     |       |       |       |       |       |       |       |       |       |       |       |       |        |        |        |        |        |        |        |        |        |        |     |     |         |         |         |         |          |          |          |          |          |          |  |  |        |        |        |        |        |        |  |  |      |      |      |      |      |      |  |  |           |           |           |           |           |           |  |  |       |       |       |       |       |       |  |  |       |       |       |       |       |       |  |  |     |     |     |     |     |     |
| |      |      |      |      |      |      |      |          |          |          |          |          |          |     |     |       |       |       |       |       |       |       |       |       |       |       |       |        |        |        |        |        |        |        |        |        |        |     |     |         |         |         |         |          |          |          |          |          |          |  |  |        |        |        |        |        |        |  |  |      |      |      |      |      |      |  |  |           |           |           |           |           |           |  |  |       |       |       |       |       |       |  |  |       |       |       |       |       |       |  |  |     |     |     |     |     |     |
| |      |      |      | Crío | Crío | Crío | Crío | Crío     | Crío     |          |          | Rea      | Rea      | Rea | Rea | Rea   | Rea   |       |       | Crono | Crono | Crono | Crono | Crono | Crono |       |       | Océano | Océano | Océano | Océano | Océano | Océano |        |        | Ceo    | Ceo    | Ceo | Ceo | Ceo     | Ceo     |         |         | Hiperión | Hiperión | Hiperión | Hiperión | Hiperión | Hiperión |  |  | Jápeto | Jápeto | Jápeto | Jápeto | Jápeto | Jápeto |  |  | Febe | Febe | Febe | Febe | Febe | Febe |  |  | Mnemósine | Mnemósine | Mnemósine | Mnemósine | Mnemósine | Mnemósine |  |  | Temis | Temis | Temis | Temis | Temis | Temis |  |  | Tetis | Tetis | Tetis | Tetis | Tetis | Tetis |  |  | Tea | Tea | Tea | Tea | Tea | Tea |
| |      |      |      | Crío | Crío | Crío | Crío | Crío     | Crío     |          |          | Rea      | Rea      | Rea | Rea | Rea   | Rea   |       |       | Crono | Crono | Crono | Crono | Crono | Crono |       |       | Océano | Océano | Océano | Océano | Océano | Océano |        |        | Ceo    | Ceo    | Ceo | Ceo | Ceo     | Ceo     |         |         | Hiperión | Hiperión | Hiperión | Hiperión | Hiperión | Hiperión |  |  | Jápeto | Jápeto | Jápeto | Jápeto | Jápeto | Jápeto |  |  | Febe | Febe | Febe | Febe | Febe | Febe |  |  | Mnemósine | Mnemósine | Mnemósine | Mnemósine | Mnemósine | Mnemósine |  |  | Temis | Temis | Temis | Temis | Temis | Temis |  |  | Tetis | Tetis | Tetis | Tetis | Tetis | Tetis |  |  | Tea | Tea | Tea | Tea | Tea | Tea |
| |      |      |      |      |      |      |      |          |          |          |          |          |          |     |     |       |       |       |       |       |       |       |       |       |       |       |       |        |        |        |        |        |        |        |        |        |        |     |     |         |         |         |         |          |          |          |          |          |          |  |  |        |        |        |        |        |        |  |  |      |      |      |      |      |      |  |  |           |           |           |           |           |           |  |  |       |       |       |       |       |       |  |  |       |       |       |       |       |       |  |  |     |     |     |     |     |     |
| |      |      |      |      |      |      |      |          |          |          |          |          |          |     |     |       |       |       |       |       |       |       |       |       |       |       |       |        |        |        |        |        |        |        |        |        |        |     |     |         |         |         |         |          |          |          |          |          |          |  |  |        |        |        |        |        |        |  |  |      |      |      |      |      |      |  |  |           |           |           |           |           |           |  |  |       |       |       |       |       |       |  |  |       |       |       |       |       |       |  |  |     |     |     |     |     |     |
| Hera | Hera | Hera | Hera | Hera | Hera |      |      | Poseidón | Poseidón | Poseidón | Poseidón | Poseidón | Poseidón |     |     | Zeus  | Zeus  | Zeus  | Zeus  | Zeus  | Zeus  |       |       | Hades | Hades | Hades | Hades | Hades  | Hades  |        |        | Hestia | Hestia | Hestia | Hestia | Hestia | Hestia |     |     | Deméter | Deméter | Deméter | Deméter | Deméter  | Deméter  |          |          |          |          |  |  |        |        |        |        |        |        |  |  |      |      |      |      |      |      |  |  |           |           |           |           |           |           |  |  |       |       |       |       |       |       |  |  |       |       |       |       |       |       |  |  |     |     |     |     |     |     |